# إتشتوميديا
إتشتوميديا (H2media) هي وكالة ترفيه كورية جنوبية، تأسست في عام 2011، الرئيس التنفيذي هو جانغ وون بوم. نجوم الشركة حاليا هم ماي نيم، فلاي تو ذا سكاي.